# Casa de mi padre
Casa de mi padre è un film del 2012 diretto da Matt Piedmont. 
Pellicola statunitense del 2012 in lingua spagnola con sottotitoli in inglese. Il protagonista e produttore è l'attore comico Will Ferrell. Il cast vede la partecipazione di Diego Luna e Gael García Bernal.
Il film è una parodia delle telenovelas messicane e racconta la storia di Armando Álvarez intento a salvare il ranch di suo padre da un potente narcotrafficante.

## Trama
Armando Álvarez ha vissuto tutta la vita nel ranch messicano del padre. In un momento di difficoltà economica, il fratello minore di Armando, Raúl torna a casa con la sua nuova fidanzata Sonia promettendo di pagare tutti i debiti. Il successo di Raul come uomo d'affari potrebbe significare la salvezza del ranch, ma quando Armando si innamora di Sonia e si scopre che gli affari di Raúl sono legati al traffico di droga con gli Stati Uniti d'America, la famiglia Alvarez si ritroverà a fare i conti non solo con la DEA (agenzia federale americana antidroga) ma anche con il più temuto narcotrafficante messicano, La Onza.

## Produzione
Il budget del film è stato di circa 6 milioni di dollari. Le riprese del film sono state effettuate in California nel mese di settembre 2010 e sono durate 24 giorni.

## Colonna sonora
Nella colonna sonora, la canzone di testa intitolata Casa de Mi Padre è scritta e interpretata da Christina Aguilera. Il brano ispirato al flamenco è stato presentato a The Voice USA prima dell'uscita del film. Altri pezzi inclusi nell'album sono stati cantati dal Will Ferrel. Durante il periodo promozionale del film è stato diffuso il video musicale di Yo No Se.

### Tracce
1. Casa de Mi Padre (Christina Aguilera) – 2:51
2. Raul Drugs – 1:10
3. Whiter Shade – 3:27
4. Fuzzorama – 2:06
5. Wedding Massacre – 2:22
6. Ask for Marry Permission – 1:54
7. Hermano – 1:45
8. Lala – 0:39
9. Fight for Love (Will Ferrell & Génesis Rodríguez)– 2:57
10. Yo No Se (Will Ferrell, Efren Ramirez & Adrian Martinez) – 2:53
11. Car Burn – 2:27
12. Trip Out – 1:47
13. Sonia Pool – 2:31
14. Luv Butts – 1:31
15. Staredown – 0:18
16. Dad Dies – 3:23
17. Shellshock – 0:32
18. Chubby Duckling – 0:47
19. Del Cielo – 2:59
20. Raul Dies – 2:38

## Riconoscimenti
- 2012 - Palm Springs International Film Festival
  - Premio al regista Matt Piedmont
- 2012 - Imagen Awards
  - Miglior attore non protagonista a Diego Luna
  - Candidatura miglior film
  - Candidatura miglior attore a Will Ferrell
  - Candidatura miglior attrice non protagonista a Génesis Rodríguez